# Kellye Nakahara
Pour les articles homonymes, voir Nakahara.
Kellye Nakahara, née le 16 janvier 1948 à Oahu en Hawaii aux États-Unis et morte le 16 février 2020 à Pasadena en Californie aux États-Unis, est une actrice et peintre américaine.

## Biographie

### Carrière
Kellye Nakahara commence son métier d'actrice dans la série télévisée MASH dans laquelle elle a joué dans 165 épisodes. Elle commence dans le cinéma dans le film Cluedo où elle joue le personnage de Mme Ho (la cuisinière).

### Vie privée
Kellye Nakahara a été mariée à David Wallett avec qui elle a eu une fille prénommée Nalani Wallett et un fils prénommé William Wallett, elle a divorcé de lui.

## Filmographie

### Cinéma
- 1985 : Cluedo (Clue) : Mme Ho (la cuisinière)
- 1987 : Cheeseburger film sandwich (Amazon Women on the Moon) : cliente n° 4 du cinéma
- 1988 : La Vie en plus (She's Having a Baby) : infirmière à l'hôpital
- 1991 : Troubles (Shattered) de Wolfgang Petersen : Lydia (la femme de ménage de Merrick)
- 1994 : Les 3 ninjas contre-attaquent (3 Ninjas Kick Back) : infirmière Hino
- 1995 : Black Day Blue Night : Fat Mama
- 1998 : Dr. Dolittle (Doctor Dolittle) : la femme au beagle

### Télévision
- 1972 - 1983 : MASH (série télévisée)